# Emperador Yao
L'Emperador Yao (xinès tradicional:堯; xinès simplificat:尧; pinyin:Yào; segons la tradició circa 2356 aC - 2255 aC.) va ser, segons diverses fonts, un governant xinès i un dels Tres augustos i cinc emperadors.

## Ascendència
El nom ancestral de Yao és Yi Qi o Qi, nom del clan Taotang, el nom rebut va ser Fangxun, ja que era el segon fill de l'emperador Ku i Qingdu També és conegut com a Tang Yao.
La mare de Yao ha estat adorada com la deessa Yao-mu.